# Carita Holmström
Carita Elisabeth Holmström (Helsínquia, 10 de fevereiro de 1954-) é uma pianista, cantora e compositora finlandesa. Cantou e compôs jazz e música clássica durante a sua carreira.  Carita representou a Finlândia no  Festival Eurovisão da Canção 1974, onde interpretou em inglês o tema  Keep me warm, onde se classificou em 13.º lugar.

## Discografia
- We are what we do (1973)
- Toinen levy (1974)
- Two Faces (1980)
- Aquamarin (1984)
- Time of Growing (1990)
- DUO! (1994)
- Jos tänään tuntis' huomisen 1973-1974 (If Today Would Know Morrow)